# Kruté neřesti
Kruté neřesti (v originále Doing Time on Maple Drive) je americký televizní film z roku 1992, který režíroval Ken Olin. Film popisuje vztahy ve zdánlivě fungující rodině.

## Děj
Matt studuje na Yale a přijíždí se svou snoubenkou Allison k rodičům, aby ji představil a probrali organizaci jejich svatby. Rodiče Phil a Lisa se na jejich příjezd pilně připravují. K rodičům přijíždí při té příležitosti také jejich dcera Karen se svým manželem Tomem. Další syn Tim nedokončil studium na West Pointu a pracuje v otcově restauraci. Rodiče vidí v Mattovi jediné své dokonalé dítě, neboť Karen se nestala spisovatelkou a Tim byl vyhozen ze školy a pomalu se z něj stává alkoholik. Mattův nejlepší kamarád ze střední školy Andy mu půjde za svědka a připravuje pro Matta rozlučku se svobodou. Ovšem krátce předtím objeví Allison dopis, ve kterém Mattovi píše jeho bývalý partner Kyle, kterého Matt opustil kvůli Allison. Allison Mattovi sdělí, že nikomu neřekne, že je gay, ale vzít si ho nemůže a odjede domů. Matt vysvětlí, že Allison musela odjet za rodiči. Po návratu z večírku najede autem záměrně do sloupu a je odvezen do nemocnice. Matt řekne pouze své sestře Karen o zrušené svatbě, ale nikoliv o důvodech. Po návratu z nemocnice dojde mezi členy rodiny hádce, ve které se rodiče dovědí, že svatba je zrušená a z jakého důvodu. Tom zjistí, že je Karen těhotná, ale chce jít na potrat, aby nerozzlobila svého otce. S Tomem se posléze usmíří. Matt si promluví se svým kamarádem Andym, který jej povzbuzuje, i s otcem, který nakonec stojí při něm. Pouze matka jako silně věřící nemůže synovu homosexualitu unést. Matt poté zavolá Kylovi, aby se mu omluvil a požádal o odpuštění.

## Obsazení
| William McNamara    | Matt Carter  |
| James Sikking       | Phil Carter  |
| Bibi Beschová       | Lisa Carter  |
| Jayne Brook         | Karen Carter |
| Jim Carrey          | Tim Carter   |
| David Byron         | Tom          |
| Lori Loughlin       | Allison      |
| Philip Linton       | Andy         |
| Bennett Cale        | Kyle         |
| Mark Chaet          | Nick         |
| Janice Lynde        | Judy         |
| George Roth         | Dr. Norman   |
| Parker Whitman      | Gene         |
| Danielle Michonne   | Cindy        |
| Toni Sawyer         | Millie       |
| Bodhi Elfman        | Joe          |
| Mike Marikian       | Kevin        |
| Courtenay McWhinney | Clara        |